# Fernando López-Amor
Fernando López-Amor García (Salamanca, 6 de mayo de 1952) es un político español.

## Biografía
Licenciado en Derecho, aprobó las oposiciones a inspector Financiero y Tributario del Estado. Inició su andadura política en las filas del Centro Democrático y Social. López-Amor, que se estrenó como concejal del Ayuntamiento de Madrid en 1989 en sustitución de Javier Soto Carmona, en 1991 anunció la dimisión de sus cargos en el Ayuntamiento (entre ellos el de responsable de Urbanismo), argumentando discrepancias con el alcalde Agustín Rodríguez Sahagún.
En 1996 es elegido diputado por las listas del Partido Popular. Un año después, tras la dimisión de Mónica Ridruejo, era nombrado por el Consejo de Ministros director general de Radiotelevisión española.
Permanece un año en el cargo. En 1998 era nombrado presidente de Hispasat. Sin embargo, en 2000, tras ser elegido de nuevo diputado, renuncia al cargo. En las elecciones generales de 2004 renovó su escaño.